# Texarkana
Texarkana je město v Bowie County ve východním Texasu. Podle sčítání v roce 2020 mělo město 36 193 obyvatel. Texarkana je pojmenovaná podle své pozice na pomezí tří států Texas, Arkansas, a Louisiana.
Texarkana je rodné míso bluesové legendy Otise Williamse, zakladatele skupiny The Temptations. Americký skladatel Scott Joplin se narodil nedaleko v Lindenu a své dětství strávil v Texarkaně. V tomto městě se narodil miliardář a kandidát na prezidenta v roce 1992 Ross Perot.